# Franz Arnold
Franz Arnold, född 23 april 1878 i Bydgoszcz, Provinsen Posen, Preussen (numera Polen), död 29 september 1960 i London, England, var en tysk komediförfattare, manusförfattare, teaterregissör och skådespelare.
Franz Arnold blev känd hos den tyska teaterpubliken som en utmärkt komediskådespelare. Under de första decennierna av 1900-talet samarbetade han med regissören Ernst Bach, tillsammans skrev de en rad lustspel och komedier. Deras mest kända fars är förmodligen Spanska flugan, en succépjäs som surrat flitigt på Europas teaterscener genom åren. Många av Nils Poppes lustspel är i original signerade Arnold och Bach bland annat Fars lille påg, Oskulden från Mölle och Hjälten från Öresund. Samarbetet mellan Arnold och Bach pågick fram till Bach tidiga bortgång 1929. När Hitler några år senare tog makten i Tyskland fann Franz Arnold det klokast att lämna landet och bosätta sig i London, där han fortsatte att skriva för teatern till sin död.